# Elezioni parlamentari in Russia del 2021
Le elezioni parlamentari in Russia del 2021 si sono tenute dal 17 al 19 settembre per il rinnovo della Duma di Stato, la camera bassa dell'Assemblea federale.
Russia Unita è il partito al governo dopo aver vinto le elezioni del 2016 con il 54,2% dei voti, prendendo 343 seggi. Quindici partiti politici hanno chiesto di essere ammessi alle elezioni, quattordici dei quali sono stati ammessi automaticamente, senza necessità di raccogliere firme; un partito ha tentato senza successo di essere incluso nelle elezioni raccogliendo le firme degli elettori. Al partito Russia del Futuro di Aleksej Naval'nyj è stato impedito di partecipare alle elezioni in quanto accusato dal governo russo di essere una «organizzazione estremista».
Il Partito Comunista della Federazione Russa e il partito liberale Jabloko, non hanno riconosciuto i risultati delle elezioni, denunciando forti brogli nel voto elettronico, e i comunisti hanno indetto proteste.

## Contesto

### Quadro politico
Dopo le elezioni del 2016, Russia Unita è stato il partito più popolare, oscillando tra il 40% e il 55%, mentre la popolarità degli altri due partiti principali (Partito Comunista e Liberal Democratico) è stata di poco superiore al 10%. La popolarità di Russia Giusta e Jabloko era al di sotto della soglia del 5% richiesta per entrare nella Duma di Stato.
Nel giugno 2018, dopo che il Primo ministro Dmitrij Medvedev ha annunciato una riforma per aumentare l'età pensionabile, la popolarità del partito al governo (Russia Unita) è sceso drasticamente e da allora ha oscillato tra il 34% e il 29%. La seconda botta per il partito al governo è stato l'avvelenamento e incarcerazione del oppositore Aleksej Naval'nyj e l'indagine della Fondazione Anti-corruzione su Vladimir Putin, la popolarità di RU è scesa ancora, e da quel momento ha oscillato tra il 23-27%. Nel frattempo, la popolarità del Partito Comunista è cresciuta e attualmente varia tra il 15% e il 18%. Anche la popolarità dei democratici di Jabloko è aumentata, ma rimane ancora relativamente piccola, oscillando tra il 5% e l'8% circa, stessa cosa per la filo-governativa Russia Giusta. La popolarità dei nazionalisti del Partito Liberal-Democratico di Russia è rimasta costante intorno al 10% e il 13%.
Secondo i sondaggisti di Levada Center i motivi del calo della popolarità del partito di Putin furono i seguenti:
- Riforma dell'età pensionabile
- Corruzione nel governo
- Crisi economica dal 2014
- Avvelenamento di Aleksej Naval'nyj

A giugno, il presidente russo Vladimir Putin ha firmato la legge che impedisce temporaneamente alle persone associate all'attività di organizzazioni estremiste di Aleksej Naval'nyj di candidarsi alle elezioni, a tutti i livelli.

### Partiti politici

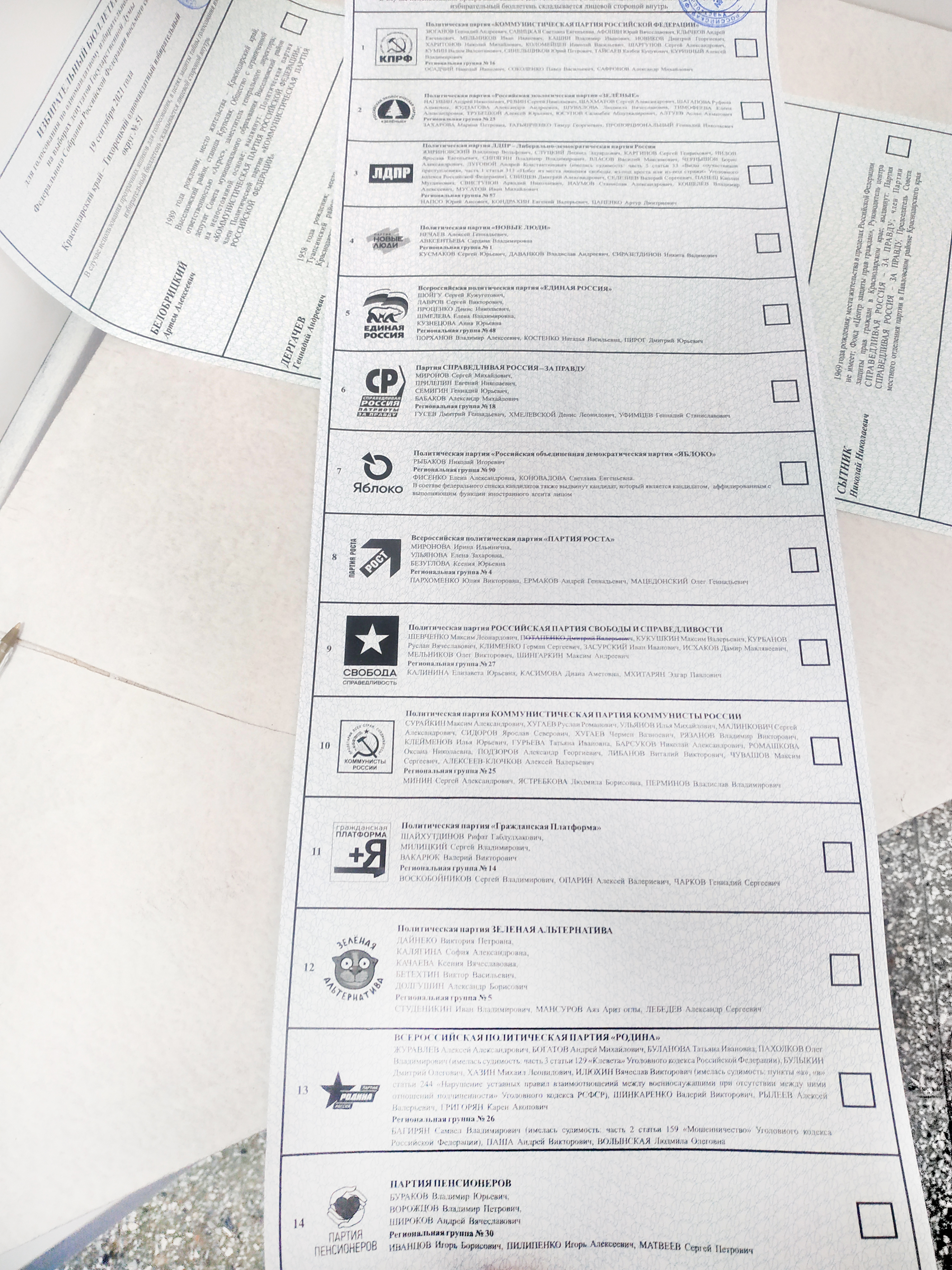
Scheda elettorale federale

| Partito | Partito | Partito                                               | Leader                                               | Capolista                                                  | Collocazione          | Ideologia                                                                        | Posizione                                              |
| ------- | ------- | ----------------------------------------------------- | ---------------------------------------------------- | ---------------------------------------------------------- | --------------------- | -------------------------------------------------------------------------------- | ------------------------------------------------------ |
|         | 1       | Partito Comunista della Federazione Russa             | Gennadij Zjuganov                                    | Pavel Grudinin (successivamente rimosso) Gennadij Zjuganov | Sinistra              | Comunismo, Patriottismo sovietico                                                | Opposizione                                            |
|         | 2       | Partito Ecologista Russo «I Verdi»                    |                                                      |                                                            |                       |                                                                                  |                                                        |
|         | 3       | Partito Liberal-Democratico di Russia                 | Vladimir Zhirinovsky                                 | Vladimir Zhirinovsky                                       | Destra/Estrema destra | Ultranazionalismo russo, Imperialismo                                            | Pro-presidenziale; Opposizione al partito Russia Unita |
|         | 4       | Nuova Gente                                           | Aleksej Naciaev                                      | Aleksej Naciaev                                            | Trasversalismo        | Centrismo                                                                        | Opposizione                                            |
|         | 5       | Russia Unita                                          | Dmitrij Medvedev (de jure) Vladimir Putin (de facto) | Sergej Šojgu                                               | Grande tenda          | Putinismo, Conservatorismo nazionale, Irredentismo russo, Patriottismo sovietico | Governo                                                |
|         | 6       | Russia Giusta                                         | Sergej Mironov                                       | Sergej Mironov                                             | Centro-sinistra       | Socialismo, Putinismo, Patriottismo sovietico                                    | Pro-governo                                            |
|         | 7       | Jabloko                                               | Nikolaj Rybakov, Grigorij Javlinskij                 | Nikolaj Rybakov                                            | Centro                | Socialdemocrazia, Liberalismo                                                    | Opposizione                                            |
|         | 8       | Partito della Crescita                                | Boris Titov                                          | Elena Ulianova                                             | Centro                | Liberalismo, Progressismo                                                        | Opposizione                                            |
|         | 9       | Partito Russo della Libertà e della Giustizia         | Maksim Shevcenko                                     | Maksim Shevcenko                                           | Centro-sinistra       | Socialdemocrazia, Progressismo                                                   | Opposizione                                            |
|         | 10      | Comunisti di Russia                                   | Maxim Suraykin                                       | Maksim Suraykin                                            | Estrema sinistra      | Comunismo, Neostalinismo, Bolscevismo                                            | Pro-presidenziale                                      |
|         | 11      | Piattaforma Civica                                    |                                                      |                                                            |                       |                                                                                  |                                                        |
|         | 12      | Alternativa Verde                                     |                                                      |                                                            |                       |                                                                                  |                                                        |
|         | 13      | Rodina                                                | Aleksej Žuravlëv                                     | Aleksej Žuravlëv                                           | Estrema destra        | Omofobia, Autoritarismo, Nazionalismo russo                                      | Pro-governo                                            |
|         | 14      | Partito Russo dei Pensionati per la Giustizia Sociale | Vladimir Bukanov                                     | Vladimir Bukanov                                           | Trasversalismo        | Interessi dei pensionati, Patriottismo                                           | Opposizione (solo alla politica interna)               |

### Votazione Intelligente

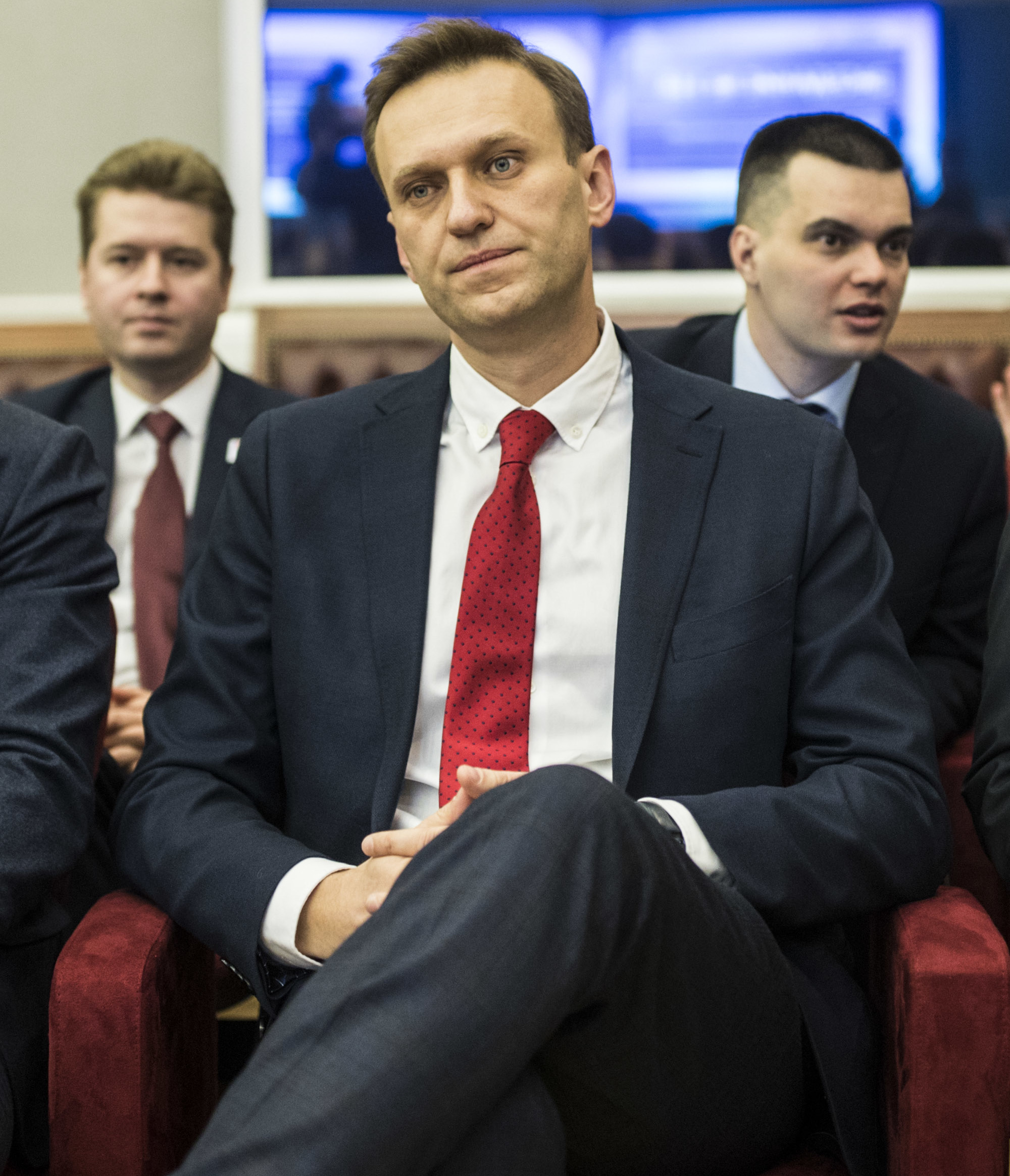
Alexej Navalny, ideatore del Voto Intelligente

La «Votazione Intelligente» è una strategia promossa dal partito di Aleksej Navalny (Russia del Futuro) in risposta alla rimozione dalle elezioni, il cui obiettivo è privare Russia Unita di voti e seggi nelle elezioni regionali e federali.
La «Votazione Intelligente» sosterrà i candidati dai partiti Jabloko, Partito Comunista, Nuova Gente, PARNAS e i candidati indipendenti promossi dal Partito Libertariano di Russia.
Il fondatore di Jabloko, Grigorij Javlinskij, ha criticato la strategia definendola «un progetto di un agente del Cremlino», parere non condiviso dalla leadership attuale del partito.

### I contatti tra Jabloko e Naval'nyj
Il presidente di Jabloko Nikolaj Rybakov ha dichiarato di aspettarsi di vincere circa il 10% dell'elettorato. Quando gli è stato chiesto da un giornalista se è disponibile a lavorare con i sostenitori di Aleksej Naval'nyj e nominare alcuni dei suoi sostenitori come candidati, Rybakov ha risposto: «Siamo aperti alla conversazione. Stiamo discutendo di tutto questo, ideologicamente siamo molto vicini. Però temiamo che il governo in risposta ad una possibile nostra alleanza, possa rifiutarci nella candidatura».
All'inizio di agosto, il fondatore di Jabloko, Grigorij Javlinskij, in un'intervista a TV Rain, ha denunciato la «Politica di Navalny» e la sua strategia del Voto Intelligente. Javlinsky ha anche invitato i sostenitori di Navalny a non votare per Jabloko, dichiarazione molto criticata all'interno del partito. Di conseguenza, gli esperti del Moscow Carnegie Center hanno affermato che Jabloko potrebbe perdere le possibilità di superare la soglia elettorale del 5%, in quanto il 40% degli elettori del partito erano sostenitori di Naval'nyj.
Il partito Russia del Futuro ha successivamente dichiarato che Javlinskij criticherebbe Naval'nyj per evitare il bando di Jabloko.

### Pandemia di COVID-19
A causa della pandemia di COVID-19, nel 2020, è stata approvata una legge che consente il voto anticipato nei seggi elettorali due giorni prima del giorno del voto ufficiale. Inoltre, gli stessi seggi elettorali possono essere organizzati all'esterno dei locali. Tuttavia, tale decisione non è obbligatoria e può essere presa dalla Commissione centrale elettorale entro dieci giorni dalla data prevista per l'elezione.
Nel luglio 2020 è stata approvata una legge che consente di tenere le elezioni in più (massimo tre) giorni, e non uno, come prima. Per le elezioni della Duma-2021 è stata approvata proprio una tale procedura di tre giorni. Ciò ridurrà il flusso di elettori nel corso dell'epidemia di COVID-19 in corso. Secondo le previsioni, ciò aumenterà l'affluenza alle urne e, con un'alta probabilità, il livello di sostegno a Russia Unita tra gli elettori. Secondo il presidente del partito Jabloko, Nikolaj Rybakov, «i tre giorni di votazione rendono difficile garantire il controllo pubblico»..
Per la registrazione il candidato deve raccogliere almeno il 3% delle firme degli elettori residenti nel collegio, o almeno 3.000 firme se il collegio ha meno di 100.000 elettori.

### Controversie
- Tre persone con lo stesso nome e cognome Boris Vishnevsky si candidano alla Duma di Stato nel collegio di San Pietroburgo. Boris Vishnevsky, del partito Jabloko, ha esortato la Commissione elettorale centrale a esaminare la questione, sostenendo anche che le immagini ufficiali dei suoi competitori sarebbero state digitalmente ritoccate. Ella Pamfilova, capo della commissione elettorale centrale della Russia, pur esprimendo un certo imbarazzo sulla questione, ha spiegato che non c'è nulla che si possa fare.[24]
- Ci sono state segnalazioni di varie frodi elettorali intercettate dalle telecamere.[25]

### Sondaggi
| Data              | Casa sondaggistica | RU    | KPRF  | LDPR  | Jabloko | RG  | NG    | PARNAS | PP    | CR    | Contro tutti |
| ----------------- | ------------------ | ----- | ----- | ----- | ------- | --- | ----- | ------ | ----- | ----- | ------------ |
| 9 settembre       | KPRF               | 23%   | 20%   | 7%    | 5%      | 4%  | 5%    | 4%     | 1%    | -     | 26%          |
| 18 agosto 2021    | CSCSR              | 24%   | 30%   | 12%   | 4%      | 2%  | -     | 3%     | -     | -     | 24%          |
| Agosto 2021       | Sondaggi Popolari  | 9%    | 11%   | 5%    | 10%     | 3%  | 4%    | -      | -     | 1%    | 57%          |
| Luglio 2021       | SPbSNIC            | 24%   | 15%   | 13%   | 15%     | 3%  | 1%    | 1%     |       |       | -            |
| 18 luglio 2021    | WCIOM              | 27.7% | 14.1% | 10.6% | 13.4%   | 7%  | 10.4% | 10.4%  | 10.4% | 10.4% | -            |
| 10 luglio 2021    | WCIOM              | 28%   | 14%   | 12%   | 5%      | 7%  | 3%    | 3%     | 2%    | 1%    | 24%          |
| 27-29 giugno 2021 | CIKR               | 25%   | 16%   | 14%   | 6%      | 5%  | 2%    | 1%     | 1%    |       | -            |
| maggio 2021       | Platform           | 30.2% | 15.2% | 13%   | 5.3%    | 12% | 5.8%  | 4.5%   | 3.3%  | 2.9%  | -            |
| 26 aprile 2021    | Levada Center      | 15%   | 6%    | 10%   | 6%      | 5%  | 1%    | 1%     | 1%    | 2%    | 25%          |

### Sondaggi regionali
| Mosca           | Mosca                                                                | Mosca | Mosca   | Mosca | Mosca   | Mosca | Mosca |
| Data            | Casa Sondaggistica                                                   | RU    | Jabloko | KPRF  | LDPR    | RG    | CR    |
| --------------- | -------------------------------------------------------------------- | ----- | ------- | ----- | ------- | ----- | ----- |
| Dicembre 2020   | Levada Center                                                        | 14%   | 11%     | 12%   | 4%      | 3%    | 1%    |
| San Pietroburgo |                                                                      |       |         |       |         |       |       |
| Data            | Casa Sondaggistica                                                   | RU    | KPRF    | LDPR  | Jabloko | RG    | PC    |
| Settembre 2017  | Commissione Elettorale Territoriale                                  | 40%   | 11%     | 11%   | 22%     | 7%    | 8%    |
| Irkutsk         |                                                                      |       |         |       |         |       |       |
| Data            | Casa Sondaggistica                                                   | RU    | KPRF    | LDPR  | Jabloko | RG    | NG    |
| Settembre 2020  | Elezioni regionali Archiviato il 28 luglio 2021 in Internet Archive. | 27%   | 33%     | 15%   | 4%      | 7%    | -     |

## Risultati
| Liste                                                 | Proporzionale | Proporzionale | Proporzionale | Proporzionale | Maggioritario | Maggioritario | Maggioritario | Totale seggi |
| Liste                                                 | Voti          | %             | +/-           | Seggi         | Voti          | %             | Seggi         | Totale seggi |
| ----------------------------------------------------- | ------------- | ------------- | ------------- | ------------- | ------------- | ------------- | ------------- | ------------ |
| Russia Unita                                          | 28.064.200    | 49,82         | 4,38          | 126           | 25.201.048    | 45,86         | 198           | 324          |
| Partito Comunista della Federazione Russa             | 10.660.669    | 18,93         | 5,59          | 48            | 8.984.506     | 16,35         | 9             | 57           |
| Partito Liberal-Democratico di Russia                 | 4.252.252     | 7,55          | 5,59          | 19            | 3.234.113     | 5,89          | 2             | 21           |
| Russia Giusta                                         | 4.201.744     | 7,46          | 1,24          | 19            | 4.882.518     | 8,78          | 8             | 27           |
| Nuova Gente                                           | 2.997.744     | 5,32          | Nuovo         | 13            | 2.684.082     | 4,88          | -             | 13           |
| Partito Russo dei Pensionati per la Giustizia Sociale | 1.381.915     | 2,45          | 0,73          | -             | 1.969.986     | 3,58          | -             | -            |
| Jabloko                                               | 753.268       | 1,34          | 0,65          | -             | 1.091.837     | 1,99          | -             | -            |
| Comunisti di Russia                                   | 715.621       | 1,27          | 1,00          | -             | 1.639.774     | 2,98          | -             | -            |
| Partito Ecologista Russo «I Verdi»                    | 512.418       | 0,91          | 0,15          | -             | 541.289       | 0,98          | -             | -            |
| Rodina                                                | 450.449       | 0,80          | 0,71          | -             | 829.303       | 1,51          | 1             | 1            |
| Partito Russo della Libertà e della Giustizia         | 431.530       | 0,77          | Nuovo         | -             | 372.867       | 0,68          | -             | -            |
| Alternativa Verde                                     | 357.870       | 0,64          | Nuovo         | -             | 120.137       | 0,22          | -             | -            |
| Partito della Crescita                                | 291.465       | 0,52          | 0,77          | -             | 515.020       | 0,94          | 1             | 1            |
| Piattaforma Civica                                    | 86.964        | 0,15          | 0,07          | -             | 386.663       | 0,70          | 1             | 1            |
| Indipendenti                                          | N.D.          | N.D.          | N.D.          | N.D.          | 646.950       | 1,18          | 5             | 5            |
| Totale                                                | 55.158.109    |               |               | 225           | 53.100.093    |               | 225           | 450          |
| Voti non validi                                       | 1.171.581     |               |               |               |               |               |               |              |
| Totale                                                | 56.329.690    | 100           |               |               |               |               |               |              |

| Riepilogo dei seggi (+/- elezioni 2016) | Riepilogo dei seggi (+/- elezioni 2016) | Riepilogo dei seggi (+/- elezioni 2016) | Riepilogo dei seggi (+/- elezioni 2016) | Riepilogo dei seggi (+/- elezioni 2016) | Riepilogo dei seggi (+/- elezioni 2016) | Riepilogo dei seggi (+/- elezioni 2016) |
| --------------------------------------- | --------------------------------------- | --------------------------------------- | --------------------------------------- | --------------------------------------- | --------------------------------------- | --------------------------------------- |
|                                         |                                         |                                         |                                         |                                         |                                         |                                         |
| KPFR                                    | 57                                      | ▲ 15                                    |                                         | Russia Giusta                           | 27                                      | ▼ 18                                    |
| Indipendenti                            | 5                                       | ▲ 4                                     |                                         | Crescita                                | 1                                       | ▲ 1                                     |
| GP                                      | 1                                       | ━                                       |                                         | Nuova Gente                             | 13                                      | ▲ 13                                    |
| Russia Unita                            | 324                                     | ▼ 19                                    |                                         | Rodina                                  | 1                                       | ━                                       |
| LDPR                                    | 21                                      | ▲ 4                                     |                                         |                                         |                                         |                                         |